# NASCAR Winston Cup de 1996
A Temporada da NASCAR Winston Cup de 1996 foi a 48º edição da Nascar, com 31 etapas disputadas o campeão foi Terry Labonte.

## Calendário
| N. | Data   | Corrida                     | Circuito                        | Vencedor        | Segundo        | Terceiro             |
| 1  | 18-feb | Daytona 500                 | Daytona International Speedway  | Dale Jarrett    | Dale Earnhardt | Ken Schrader         |
| 2  | 25-feb | GM Goodwrench Service 400   | Rockingham Speedway             | Dale Earnhardt  | Dale Jarrett   | Ricky Craven         |
| 3  | 3-mrt  | Pontiac Excitement 400      | Richmond International Raceway  | Jeff Gordon     | Dale Jarrett   | Ted Musgrave         |
| 4  | 10-mrt | Purolator 500               | Atlanta Motor Speedway          | Dale Earnhardt  | Terry Labonte  | Jeff Gordon          |
| 5  | 24-mrt | TranSouth Financial 400     | Darlington Raceway              | Jeff Gordon     | Bobby Labonte  | Ricky Craven         |
| 6  | 31-mrt | Food City 500               | Bristol Motor Speedway          | Jeff Gordon     | Terry Labonte  | Mark Martin          |
| 7  | 14-apr | First Union 400             | North Wilkesboro Speedway       | Terry Labonte   | Jeff Gordon    | Dale Earnhardt       |
| 8  | 21-apr | Goody's Headache Powder 500 | Martinsville Speedway           | Rusty Wallace   | Ernie Irvan    | Jeff Gordon          |
| 9  | 28-apr | Winston Select 500          | Talladega Superspeedway         | Sterling Marlin | Dale Jarrett   | Dale Earnhardt       |
| 10 | 5-mei  | Save Mart Supermarkets 300  | Infineon Raceway                | Rusty Wallace   | Mark Martin    | Wally Dallenbach Jr. |
| 11 | 26-mei | Coca-Cola 600               | Charlotte Motor Speedway        | Dale Jarrett    | Dale Earnhardt | Terry Labonte        |
| 12 | 2-jun  | Miller 500                  | Dover International Speedway    | Jeff Gordon     | Terry Labonte  | Dale Earnhardt       |
| 13 | 16-jun | UAW-GM Teamwork 500         | Pocono Raceway                  | Jeff Gordon     | Ricky Rudd     | Geoff Bodine         |
| 14 | 23-jun | Miller 400                  | Michigan International Speedway | Rusty Wallace   | Terry Labonte  | Sterling Marlin      |
| 15 | 6-jul  | Pepsi 400                   | Daytona International Speedway  | Sterling Marlin | Terry Labonte  | Jeff Gordon          |
| 16 | 14-jul | Jiffy Lube 300              | New Hampshire Motor Speedway    | Ernie Irvan     | Dale Jarrett   | Ricky Rudd           |
| 17 | 21-jul | Miller 500                  | Pocono Raceway                  | Rusty Wallace   | Ricky Rudd     | Dale Jarrett         |
| 18 | 28-jul | DieHard 500                 | Talladega Superspeedway         | Jeff Gordon     | Dale Jarrett   | Mark Martin          |
| 19 | 3-aug  | Brickyard 400               | Indianapolis Motor Speedway     | Dale Jarrett    | Ernie Irvan    | Terry Labonte        |
| 20 | 11-aug | The Bud At The Glen         | Watkins Glen International      | Geoff Bodine    | Terry Labonte  | Mark Martin          |
| 21 | 18-aug | GM Goodwrench Dealer 400    | Michigan International Speedway | Dale Jarrett    | Mark Martin    | Terry Labonte        |
| 22 | 24-aug | Goody's Headache Powder 500 | Bristol Motor Speedway          | Rusty Wallace   | Jeff Gordon    | Mark Martin          |
| 23 | 1-sep  | Mountain Dew Southern 500   | Darlington Raceway              | Jeff Gordon     | Hut Stricklin  | Mark Martin          |
| 24 | 7-sep  | Miller 400                  | Richmond International Raceway  | Ernie Irvan     | Jeff Gordon    | Jeff Burton          |
| 25 | 15-jul | MBNA 500                    | Dover International Speedway    | Jeff Gordon     | Rusty Wallace  | Dale Jarrett         |
| 26 | 22-sep | Hanes 500                   | Martinsville Speedway           | Jeff Gordon     | Terry Labonte  | Bobby Hamilton       |
| 27 | 29-sep | Tyson Holly Farms 400       | North Wilkesboro Speedway       | Jeff Gordon     | Dale Earnhardt | Dale Jarrett         |
| 28 | 6-okt  | UAW-GM Quality 500          | Charlotte Motor Speedway        | Terry Labonte   | Mark Martin    | Dale Jarrett         |
| 29 | 20-jul | AC Delco 400                | Rockingham Speedway             | Ricky Rudd      | Dale Jarrett   | Terry Labonte        |
| 30 | 27-okt | Dura Lube 500               | Phoenix International Raceway   | Bobby Hamilton  | Mark Martin    | Terry Labonte        |
| 31 | 10-nov | NAPA 500                    | Atlanta Motor Speedway          | Bobby Labonte   | Dale Jarrett   | Jeff Gordon          |

## Classificação finak - Top 10
| 1  | Terry Labonte   | 4657 |
| 2  | Jeff Gordon     | 4620 |
| 3  | Dale Jarrett    | 4568 |
| 4  | Dale Earnhardt  | 4327 |
| 5  | Mark Martin     | 4278 |
| 6  | Ricky Rudd      | 3845 |
| 7  | Rusty Wallace   | 3717 |
| 8  | Sterling Marlin | 3682 |
| 9  | Bobby Hamilton  | 3639 |
| 10 | Ernie Irvan     | 3632 |